# 오패산로
오패산로(梧牌山路)는 서울특별시 성북구 하월곡동을 시점으로 하여 강북구 번동에서 끝나는 도로이다.
오패산로는 이 길이 강북구 번동 뒷산인 오패산을 끼고 지나는 길인 데서 유래되었다. 오패산로는 성북구 월곡동 67-37번지(화랑로)에서 미아제3동을 거쳐 번동 446-14번지(도봉로)에 이르는 폭 15m, 길이 4,120m의 2차선 도로이다. 이 도로는 1996년 6월 19일부터 오패산길로 이름이 붙여졌다. 이때 기점은 미아동 49-102번지(월계로)로 3,100m 구간이었는데, 그 후 화랑로까지 구간이 연장되었다. 새 주소 시행으로 오패산로로 바뀌었다.
주변 시설로는 삼양식품 서울 본사 사옥과 서울강북경찰서, 오패어린이공원 등이 대표적이다. 철도 연계역에는 수도권 전철 4호선 수유역이 있다.

## 역사
- 2010년 4월 22일 : 도로명으로 오패산로를 고시

## 주요 경유지
- 성북구
  - 월곡1동 - 월곡2동 - 하월곡동
- 강북구
  - 송중동 - 미아동 - 번2동 - 번1동

## 접촉하는 도로
- 화랑로
- 월계로
- 오현로
- 솔매로
- 덕릉로
- 도봉로
- 직결 : 도봉로87길